# كلينافلوكساسين
كلينافلوكساسين (Clinafloxacin)  هو اسم دولي غير مسجل الملكية مضاد حيوي من زمرة الكوينولونات الجيل الرابع . وقد تمت دراسة هذا الدواء للمعالجة الوريدية والفموية في الأفراد المصابين إصابات خطيرة.
كلينافلوكساسين Clinafloxacin هو مضاد للجراثيم قوي مع مجموعة واسعة من النشاط الذي هو من الأهمية السريرية الممكنة في علاج الإصابات الخطيرة، بما في ذلك تلك التي تسببها العديد من أنواع البكتيريا المقاومة لطائفة واسعة من المضادات الحيوية الأخرى.

## الخواص
يرتبط استخدامه مع التسمم الضوئي ونقص سكر الدم.

## الاستخدام الطبي
كثير من المضادات الحيوية التي هي من زمرة الفلوروكوينولونات هي مثبطات أنظمة انزيم السيتوكروم وتعطى لمعالجة كثير من الأمراض منها:
- الالتهاب الرئوي المكتسب.
- ذات الرئة المكتسبة.
- العدلات الحموية والالتهابات المعقدة داخل البطن، والجلد وعدوى الأنسجة الرخوة.
- التهاب الشغاف.
- التهابات الجهاز التناسلي الحاد لدى المرأة.

1. ↑  CLINAFLOXACIN (بالإنجليزية), QID:Q278487
2. ↑  Clinafloxacin - Wikipedia, the free encyclopedia
3. ↑  Clinafloxacin | CAS 105956-97-6 | Santa Cruz Biotech نسخة محفوظة 05 أبريل 2016 على موقع واي باك مشين.
4. ↑  Drug Interactions with Clinafloxacin نسخة محفوظة 30 مايو 2016 على موقع واي باك مشين.
5. ↑  Clinafloxacin.com - The official site for clinafloxacin information نسخة محفوظة 14 نوفمبر 2006 على موقع واي باك مشين.
6. ↑  Rubinstein، E. (2001). "History of quinolones and their side effects". Chemotherapy. 47 Suppl 3: 3–8, discussion 44–8. DOI:10.1159/000057838. PMID:11549783.